# (3187) Dalian
(3187) Dalian es un asteroide perteneciente al cinturón de asteroides, descubierto el 10 de octubre de 1977 por el equipo del Observatorio de la Montaña Púrpura desde el Observatorio de la Montaña Púrpura, Nankín (China).

## Designación y nombre
Designado provisionalmente como 1977 TO3. Fue nombrado Dalian en homenaje a la ciudad Dalian de la República Popular China.